# Южный математический институт ВНЦ РАН и РСО-А
Южный математический институт (ЮМИ) ВНЦ РАН и РСО-А — российский научно-исследовательский институт во Владикавказе, Северная Осетия, входящий в состав Владикавказского научного центра РАН и ведущий фундаментальные и прикладные исследования в области математики и математического моделирования.

## История
ЮМИ создан в 1996 году как Институт прикладной математики и информатики по постановлению правительства Республики Северная Осетия-Алания от 10.07.1996 г. № 171. В 2001 году по постановление правительства Российской Федерации от 17.07.2001 № 539 и распоряжению правительства Республики Северная Осетия-Алания от 15.08.2001 № 195-р передан в ведение Российской академии наук.
Переименован в Учреждение Российской академии наук Южный математический институт Владикавказского научного центра РАН и правительства Республики Северная Осетия-Алания в 2008 году.
В 2011 г. переименован в Федеральное государственное бюджетное учреждение науки Южный математический институт Владикавказского научного центра Российской академии наук и Правительства Республики Северная Осетия-Алания.

## Структура
Ведущим изданием Института является Владикавказский математический журнал (ВМЖ; глав. ред. — А. Г. Кусраев), учрежденный в 1999 г. как электронный журнал, а с 2000 года выходящий и в печатной версии, ставшей рецензируемым и реферируемым изданием.
Также при Институте действует библиотека, а с 2007 года и Учебно-научный комплекс «Математика», в состав которого входят четыре научные лаборатории и базовая кафедра ЮФУ в ЮМИ ВНЦ РАН и РСО-А.